# Bazylides (imię)
Bazylides – imię męskie pochodzenia greckiego, oznaczające "który posiada władzę". Patronem tego imienia jest święty Bazylides z Aleksandrii, żołnierz i męczennik (II/III wiek) oraz jeden z dziesięciu męczenników z Krety. Inną znaną osobą o tym imieniu jest Bazylides, gnostyk.
Bazylides imieniny obchodzi 12 czerwca, 30 czerwca i 23 grudnia.